# Xestoptera
Xestoptera är ett släkte av insekter. Xestoptera ingår i familjen vårtbitare.
Kladogram enligt Catalogue of Life:
| Xestoptera | \| \| Xestoptera cincta \| \| \| \| \| \| Xestoptera cornea \| \| \| \| |
|            | \| \| Xestoptera cincta \| \| \| \| \| \| Xestoptera cornea \| \| \| \| |
|            | Xestoptera cincta                                                       |
|            |                                                                         |
|            | Xestoptera cornea                                                       |
|            |                                                                         |